# Азійський форум парламентарів з народонаселення і розвитку
Азійський форум парламентаріїв з народонаселення і розвитку (англ. Asian Forum of Parliamentarians on Population and Development, AFPPD) – це регіональна неурядова міжпарламентська організація зі штаб-квартирою в Бангкоку, Таїланд. Форум координує діяльність 29 Національних комітетів парламентарів з народонаселення і розвитку.
Форум працює в контакті з парламентаріями з країн Азії та Тихоокеанського регіону для просування політики з питань народонаселення і розвитку. Форум виконує завдання просвіти, мотивації, залучення і мобілізації парламентаріїв на встановлення зв'язків щодо питань зростання чисельності населення і розвитку, зокрема таких, як репродуктивне здоров'я, планування сім'ї, продовольча безпека, водні ресурси, сталий розвиток, охорона довкілля, старіння населення, урбанізація, міграція, ВІЛ/СНІД та гендерна рівність.

## Місія
Місія полягає в сприянні і стимулюванні парламентської і пов'язаної з нею діяльності для отримання підтримки урядів і громадськості в удосконаленні політики і законодавства в галузі народонаселення та розвитку, спрямованої на:
1. забезпечення здоров'я і добробуту,
2. викорінення бідності в Азійсько-Тихоокеанському регіоні, в розрахунку на досягнення справедливого і сталого розвитку та миру в усьому світі на довгий час.

## Цілі
Метою є зміцнення регіональної мережі парламентаріїв, які прихильні повної реалізації програми з народонаселення і розвитку, особливо Програми дій Міжнародної конференції з народонаселення та розвитку і Цілей сталого розвитку. Форум прагне досягти цього за допомогою нарощування потенціалу парламентаріїв і національних комітетів.

## Діяльність
У сферу діяльності Форуму входить:
- Розпочаткування співпраці і сприяння у взаємодії парламентаріїв і інших виборних законодавчих представників, їх помічників, а також організацій в країнах Азійсько-Тихоокеанського регіону для розробки і спільного використання даних, інформації, результатів досліджень і досвіду, що відносяться до питань народонаселення і розвитку;
- Полегшення поширення і використання інформації і результатів досліджень, як у паперовій, тац в електронній формі, сприяння прийняттю належних політичних рішень з питань народонаселення і розвитку.
- Сприяння, підтримка і організація заходів для парламентаріїв з метою стимулювання і спонукання їх до участі в роботі з питань народонаселення і розвитку.
- Пошук і мобілізація ресурсів, необхідних для забезпечення можливості Форуму реалізовувати свої функції і виконувати зобов'язання на постійній основі.
- Сприяння і стимулювання навчання національних комітетів парламентаріїв для роботи з питань народонаселення і розвитку, якщо таких в країні поки що немає.[1]

## Постійні комітети
- з гендерної рівності та розширення прав і можливостей жінок, створеного з метою підвищення обізнаності, адвокація та обмін досвідом серед його учасників для сприяння гендерній рівності та розширенню прав і можливостей жінок у всьому регіоні;
- з інвестицій в молодь, метою якого визначено: контроль і просування питань молоді, захист прав, потреб і прагнень молодих людей, забезпечення спільних дій із цілеспрямованої політики і інвестицій в молодь;
- з питань активного довголіття, створеного з метою сприяння здоров'ю людей похилого віку та активної старості, захисту їх прав через політику і нормативно-правове регулювання питань, пов'язаних з літніми людьми, куди зокрема підвищення їх соціальної захищеності, поліпшення охорони здоров'я і задоволення особливих потреб жінок похилого віку.[2]

## Члени
Членами Азійського форуму парламентаріїв з народонаселення і розвитку є парламентські комітети країн:
| Афганістан Австралія Бангладеш Бутан Східний Тимор В'єтнам Індія Індонезія Іран Камбоджа | КНР Острови Кука Казахстан Киргизстан Лаос Малайзія Мальдіви Монголія Непал | Нова Зеландія Пакистан Папуа Нова Гвінея Південна Корея Таджикистан Таїланд Тонга Філіппіни Шрі-Ланка Японія |

## Публікаційна діяльність
Видаються звітні та тематичні публікації,  а також періодичні видання: 1) бюлетень з політик (видано 182 бюлетені); 2) раз в квартал інформаційний бюлетень (Newsletter AFPPD) англійською і російською мовами. [Архівовано 25 грудня 2016 у Wayback Machine.]
Ведеться база даних [Архівовано 22 липня 2020 у Wayback Machine.], що містить дані з питань народонаселення і розвитку, а також виступає як платформа для обміну інформацією між національними комітетами і партнерами, що забезпечує парламентарів необхідними знаннями та інструментами.